# Камильон, Оскар
О́скар Э́ктор Камильон (исп. Oscar Héctor Camilión; 6 января 1930, Буэнос-Айрес, Аргентина — 12 февраля 2016, Буэнос-Айрес, Аргентина) — аргентинский государственный деятель и дипломат, министр иностранных дел в военном правительстве Роберто Виолы и министром обороны в правительстве Карлоса Менема.

## Биография
С отличием окончил Университет Буэнос-Айреса, по специальности юрист. Сделал преподавательскую карьеру, став профессором политического права.
Читал лекции по праву и международным отношениям в Университете Буэнос-Айреса и Национальной военной школе.
На дипломатической работе с 1958 года. При правительстве Артуро Фрондиси — начальник канцелярии министерства иностранных дел, советник посольства в Бразилии.   В 1961—1962 — заместитель министра иностранных дел.
В 1965—1972 годах — главный редактор ведущей ежедневной центристской столичной газеты «Кларин».
В 1976—1981 годах — посол в Бразилии.
29 марта 1981 года занял пост министра иностранных дел в диктаторском правительстве генерала Роберто Виолы.

В 1980-е — заместитель Генерального секретаря ООН, в 1987—1993 годах — специальной представитель ООН по урегулированию ситуации на Кипре.
9 декабря 1993 — 7 августа 1996 года — министр обороны в правительстве Карлоса Менема.
Позже оказался одним из основных фигурантов международного скандала с делом о незаконной продаже оружия Эквадору и Хорватии. В марте 2013 года в ходе судебного разбирательства был признан в этом виновным и приговорён к 5,5 годам тюремного заключения.